# Исрафилбеков, Мовсум Наджмеддин оглы
Исрафилбеков, Мовсум Наджмеддин оглы (также Кадирли) (азерб. Mövsüm Nəcməddin oğlu Israfilbəyov, Mövsüm Nəcməddin oğlu Qədirli) (1892, Бакинская губерния, Шемахинский уезд, город Шемаха - 02 января 1938, Азербайджанская ССР, город Баку) - активный общественный и политический деятель Азербайджана.

## Биография
Родился в 1892 (по другим данным, в 1891) году в дворянской (бекской) семье в г. Шемаха. В 1911 г. окончил Бакинское реальное училище. В 1911-1917 гг. учился на медицинском факультете Киевского университета.
Еще в старших классах Бакинского реального училища, он принимал участие в ученических социал-демократических кружках, а в 1911 г. вступил в РСДРП и вел революционную агитацию среди рабочих Киева. После переезда в Баку в марте 1917 г., он был избран секретарем и членом бюро большевистской организации "Гуммет", а в июне 1917 г. - также членом Бакинского Комитета РСДРП(б). В этом качестве, он с конца 1917 г. принял активное участие в деятельности исполкома Бакинского Совета, будучи председателем Иногородней комиссии, а с марта 1918 - чрезвычайным комиссаром Ленкоранского, Сальянского и Шемахинского уездов. В июле 1918 г. был делегирован Бакинским Советом на V Всероссийский съезд Советов. 
В 1918-1920 гг. работал на различных советских и партийных должностях: заведующим Закавказского отдела при Центральном мусульманском комиссариате, членом, а затем заместителем председателя Астраханского губисполкома, заведующим Астраханским губздравотделом, членом Астраханского губкома РКП(б), в отделе Ближнего Востока НКИД РСФСР, в Кавказской комиссии при ЦК РКП(б).
После установления Советской власти в Азербайджане в 1920 г. был направлен ЦК РКП(б) в Баку, где вошел в состав Азревкома и ЦК АКП(б). Он вновь стал членом Баксовета, входил в АзЦИК и ЗакЦИК всех созывов.
После создания азербайджанских частей Красной Армии, в 1920 г. был начальником Политического Управления Наркомата по военным и морским делам Азербайджанской ССР.
В начале 1921 года назначен народным комиссаром социального обеспечения. В 1922-1934 гг. стал народным комиссаром здравоохранения АзССР. Был доцентом, а затем профессором Азербайджанского Медицинского Института.

## Репрессии
Будучи большевиком с дореволюционным стажем, Исрафилбеков стал жертвой внутренней борьбы в АКП(б), членом ЦК он был с 1920 г. В 1934 г. он был уволен с должности наркомздрава и переведен на должность председателя Антималярийного комитета. В 1935 его вывели из ЦК АКП(б).
6 июня 1937 г. в партийной газете "Бакинский рабочий" появляется статья наркомздрава М.Гусейнова "Под маской показной учености" с критикой книги Исрафилбекова о задачах Антималярийного комитета, которая была расценена как "грубая клевета на счастливую, радостную жизнь азербайджанского народа и на победы социалистического строительства в республике". Автор увязал это с "политическими ошибками (участием в буржуазно-националистической группировке)" Исрафилбекова и поставил вопрос о лишении его звания профессора.
Травля Исрафилбекова (Кадирли) продолжилась на XIII съезде АКП(б) в июне 1937 года. На нем не были переизбраны в ЦК АКП(б) 55 из 76 членов прежнего состава, включая и Кадирли. Вскоре после съезда начались аресты не переизбранных в ЦК делегатов. В октябре 1937 г. он был арестован как участник с 1929 г. антисоветской повстанческой организации буржуазных националистов в г. Баку (Эфендиев, Арустамов, Ахундов, Султанов и др.). В 1934 он якобы связался с членами троцкистской организации и проводил вредительскую работу в Наркомздраве путем срыва больничного строительства и санаторно-профилактических мероприятий. Вслед за арестом его исключили из АКП(б).
7 декабря 1937 г. Кадирли был включен в "Сталинский расстрельный список" по 1-й категории (расстрел), что предопределило смертный приговор, вынесенный выездной сессией Военной Коллегии Верховного Суда (ВКВС) СССР в Баку 2 января 1938 г. Той же ночью он был расстрелян. Впоследствии семье сообщили, что он якобы умер от болезни в местах заключения в 1941 г., и эта ложная дата некоторое время упоминалась в его официальных биографиях.
В 1955 г. специальная комиссия опровергла заключение 1937 г. о вредительстве. Не подтвердились и другие обвинения. Определением ВКВС СССР от 24 марта 1956 г. Кадирли был реабилитирован "в связи с недоказанностью предъявленного ему обвинения", а 23 июля 1956 г. - посмертно восстановлен в партии.